# Haʻateiho
Haʻateiho ist ein Ort in der Inselgruppe Tongatapu im Süden des pazifischen Königreichs Tonga.
Im Jahr 2021 hatte Haʻateiho 2627 Einwohner.

## Geographie
Der Ort liegt am Südufer der westlichen Fangaʻuta Lagoon zwischen Pea und Veitongo an der Taufaʻahau Road.
Im Ort gibt es eine Kirche „Church of Jesus Christ of Latter-day Saints“, östlich des Ortes befinden sich Campus des „Tonga College ʻAtele“ und der University of the South Pacific.

## Klima
Das Klima ist tropisch heiß, wird jedoch von ständig wehenden Winden gemäßigt. Ebenso wie die anderen Orte der Tongatapu-Gruppe wird Haʻateiho gelegentlich von Zyklonen heimgesucht.